# Iraki rigótimália
Az iraki rigótimália (Turdoides altirostris) a madarak osztályának verébalakúak (Passeriformes) rendjébe és a Leiothrichidae családjába tartozó faj.

## Rendszerezése
A fajt Ernst Hartert német ornitológus írta le 1909-ben, a Crateropus nembe Crateropus caudatus altirostris néven. Egyes szervezetek az Argya nembe sorolják Argya altirostris néven.

## Előfordulása
Délnyugat-Ázsiában, Irán, Irak, Szíria és Törökország területén honos. Természetes élőhelyei a szubtrópusi vagy trópusi száraz cserjések és vizes környezet, valamint ültetvények és szántóföldek. Állandó, nem vonuló faj.

## Megjelenése
Testhossza 20-24 centiméter, átlagos testtömege 33 gramm.

## Életmódja
Gerinctelenekkel, főként rovarokkal és pókokkal táplálkozik.

## Természetvédelmi helyzete
Az elterjedési területe nem nagy, egyedszáma ugyan csökken, de még nem éri el a kritikus szintet. A Természetvédelmi Világszövetség Vörös listáján nem fenyegetett fajként szerepel.